# Луценко Степан Кузьмич
Степан Кузьмич (Кузьмович) Луценко (1897, село Жабки Лохвицького повіту Полтавської губернії, тепер Лохвицького району Полтавської області — 15 лютого 1928, місто Харків) — український радянський діяч, голова Роменського і Полтавського окрвиконкомів, заступник народного комісара землеробства Української СРР.

## Біографія
Народився в бідній селянській родині.
Служив у російській імператорській армії. Учасник Першої світової війни.
Член РСДРП(б).
З квітня 1918 року перебував на підпільній роботі в Лохвицькому повіті Полтавської губернії. У 1918—1919 роках — командир Свиридівського радянського партизанського загону Полтавської губернії. 
З грудня 1919 по 1920 рік — голова Лохвицького поавітового революційного комітету. У 1920—1923 роках — голова виконавчого комітету Лохвицької повітової ради Полтавської губернії. У 1920 році обирався делегатом на IV Всеукраїнську конференцію КП(б)У. Був ініціатором спорудження в 1922 році пам'ятника філософові Григорію Сковороді в Лохвиці, автором якого став скульптор Іван Кавалерідзе.
У 1923—1925 роках — голова виконавчого комітету Роменської окружної ради Полтавської губернії і голова Роменської міської ради.
У 1925—1926 роках — голова виконавчого комітету Полтавської окружної ради.
З 1926 по лютий 1928 року — заступник народного комісара землеробства Української СРР.
Помер у лютому 1928 року.